# Guibourtia copallifera
Guibourtia copallifera là một loài thực vật có hoa trong họ Đậu. Loài này được Benn. miêu tả khoa học đầu tiên.